# No Angel
No Angel ist das erste Studioalbum der britischen Sängerin Dido. Es wurde 1999 veröffentlicht. Nachdem der US-amerikanische Rapper Eminem Teile des Liedes Thank You in seinem Lied Stan gesampelt hatte, wurde das Debütalbum zum kommerziellen Erfolg.

## Hintergrund
Dido war vor Beginn ihrer Solokarriere zusammen mit ihrem Bruder Rollo Armstrong Teil der Band Faithless. Das Solo-Debüt erregte anfangs keine große Aufmerksamkeit. Erst als Eminem im Jahr 2000 Teile des Songs Thank You in seinem internationalen Rap-Hit, Stan verwendete, kam es zu einer Steigerung des Umsatzes und einer weltweiten Anerkennung. Das 1999 in den USA erschienene Album erhielt dort in der Folge Platin, ehe es 2001 auch in Europa veröffentlicht wurde. Insgesamt verkaufte sich das Album über 21 Millionen Mal.

## Titelliste
| Nr. | Titel             | Autor(en)                                          | Produzent                           | Länge |
| --- | ----------------- | -------------------------------------------------- | ----------------------------------- | ----- |
| 1.  | Here with Me      | Dido, Paul Statham, Pascal Gabriel                 | Dido, Rick Nowels                   | 4:14  |
| 2.  | Hunter            | Dido, Rollo Armstrong                              | Dido, Nowels                        | 3:57  |
| 3.  | Don’t Think of Me | Dido, Rollo Armstrong, Pauline Taylor, Paul Herman | Youth                               | 4:32  |
| 4.  | My Lover’s Gone   | Dido, Jamie Catto                                  | Duncan Bridgeman, Jamie Catto, Dido | 4:27  |
| 5.  | All You Want      | Dido, Herman, Rollo Armstrong                      | Dido, Nowels                        | 3:53  |
| 6.  | Thank You         | Dido, Herman                                       | Rollo Armstrong, Dido               | 3:38  |
| 7.  | Honestly OK       | Dido, Matty Benbrook, Rollo Armstrong              | Rollo Armstrong, Dido               | 4:37  |
| 8.  | Slide             | Dido, Herman                                       | Rollo Armstrong, Dido               | 4:53  |
| 9.  | Isobel            | Dido, Rollo Armstrong                              | Rollo Armstrong, Dido               | 3:54  |
| 10. | I’m No Angel      | Dido, Statham, Gabriel                             | Rollo Armstrong, Dido               | 3:55  |
| 11. | My Life           | Dido, Rollo Armstrong, Mark Bates                  | Rollo Armstrong, Dido               | 3:09  |
| 12. | Take My Hand      | Dido, Richard Dekkard                              | Rollo Armstrong, Dido, Sister Bliss | 6:42  |

### Bonustracks
| Nr. | Titel                | Regisseur       | Länge |
| --- | -------------------- | --------------- | ----- |
| 13. | Here with Me (Video) | Liz Friedlander | 4:06  |
| 14. | Thank You (Video)    | Dave Meyers     | 3:14  |

| Nr. | Titel                              | Autor(en)                         | Länge |
| --- | ---------------------------------- | --------------------------------- | ----- |
| 13. | Here with Me (Unplugged)           | Dido, P. Statham, P. Gabriel      | 4:23  |
| 14. | Here with Me (Rollo Orchestra Mix) | Dido, P. Statham, P. Gabriel      | 5:18  |
| 15. | Stan (featuring Eminem)            | Dido, P. Herman, Marshall Mathers | 6:44  |

| Nr. | Titel                   | Autor(en)                         | Länge |
| --- | ----------------------- | --------------------------------- | ----- |
| 13. | Stan (featuring Eminem) | Dido, P. Herman, Marshall Mathers | 6:44  |

| Nr. | Titel                                         | Autor(en)                         | Länge |
| --- | --------------------------------------------- | --------------------------------- | ----- |
| 13. | Stan (censored radio edit) (featuring Eminem) | Dido, P. Herman, Marshall Mathers | 3:58  |

| Nr. | Titel     | Länge |
| --- | --------- | ----- |
| 13. | Worthless | 7:52  |
| 14. | Me        | 2:38  |

| Nr. | Titel                              | Länge |
| --- | ---------------------------------- | ----- |
| 13. | Stan (featuring Eminem)            | 6:44  |
| 14. | Christmas Day                      | 4:03  |
| 15. | Here with Me (Unplugged)           | 4:23  |
| 16. | All You Want (Divide & Rule Remix) | 6:47  |

| Nr. | Titel                                   | Autor(en)                                   | Länge |
| --- | --------------------------------------- | ------------------------------------------- | ----- |
| 13. | Stan (S&S Remix)                        | Dido, P. Herman, Marshall Mathers           | 3:41  |
| 14. | Flowerstand Man (mit Faithless)         | Rollo Armstrong, Dido                       | 5:43  |
| 15. | Don’t Think of Me (Live Electronic Mix) | Dido, Rollo Armstrong, P. Taylor, P. Herman | 5:18  |
| 16. | Take My Hand (Techno Remix by Deroga)   | Dido, Rollo Armstrong, Sister Bliss         | 4:53  |
| 17. | Aria (Theme to The Talented Mr. Ripley) |                                             | 3:18  |

| Nr. | Titel                             | Länge |
| --- | --------------------------------- | ----- |
| 13. | Christmas Day                     | 4:03  |
| 14. | One Step Too Far (with Faithless) | 5:20  |
| 15. | Worthless                         | 7:52  |

### Deluxe Edition Bonus Discs
| Nr. | Titel                     | Länge |
| --- | ------------------------- | ----- |
| 1.  | Here With Me (Video)      |       |
| 2.  | Thank You (Live Acoustic) |       |
| 3.  | Photo Gallery             |       |

| Nr. | Titel                                       | Länge |
| --- | ------------------------------------------- | ----- |
| 1.  | Thank You (Deep Dish Mix)                   |       |
| 2.  | Thank You (Skinny Mix)                      |       |
| 3.  | Here with Me (Chillin' with the Family Mix) |       |
| 4.  | Here with Me (Lukas Burton Mix)             |       |
| 5.  | Hunter (Franasios K Mix)                    |       |

| Nr. | Titel                                     | Länge |
| --- | ----------------------------------------- | ----- |
| 1.  | Here With Me (Lukas Burton Mix)           |       |
| 2.  | Thank You (Deep Dish Remix)               |       |
| 3.  | Hunter (MJ Cole Remix)                    |       |
| 4.  | Take My Hand (Rollo & Sister Bliss Remix) |       |
| 5.  | Christmas Day                             |       |
| 6.  | Hunter (Video)                            |       |
| 7.  | All You Want (Live Video)                 |       |
| 8.  | Honestly OK (Live Video)                  |       |

| Nr. | Titel                                     | Länge |
| --- | ----------------------------------------- | ----- |
| 1.  | Here With Me (Lukas Burton Mix)           |       |
| 2.  | Thank You (Deep Dish Remix)               |       |
| 3.  | Hunter (MJ Cole Remix)                    |       |
| 4.  | Take My Hand (Rollo & Sister Bliss Remix) |       |
| 5.  | All You Want (Divide & Rule Remix)        |       |
| 6.  | My Lover's Gone (Meme Remix)              |       |
| 7.  | Hunter (Video)                            |       |
| 8.  | All You Want (Live Video)                 |       |
| 9.  | Honestly OK (Live Video)                  |       |

## Kritiken
The New Rolling Stone Album Guide bezeichnete das Album als überraschend reif klingend für ein Debüt. Es zeichne sich durch raffinierte, eingängige Dream-Pop-Songs mit Trip-Hop-Untertönen aus. Jeff Burger befand für AllMusic, dass der Gesang auf dem Album stark an Sinéad O’Connor erinnere, die Lieder insgesamt aber im Gegensatz zu O’Connor weniger abenteuerlich seien, dafür aber originell durch elektronische Musik ergänzt. Die Texte würden sich zwar fast ausschließlich auf Liebe, Lust und Beziehungen konzentrieren, dennoch bliebe die Tatsache bestehen, dass es sich um ein vielversprechendes und hochgradig hörbares Album handele, welches atmosphärisch, verführerisch, schön produziert und sequenziert sei. Beth Johnson fühlte sich für Entertainment Weekly dagegen mehr an Sarah McLachlan erinnert. Das Album würde jedoch eine schöne klangliche Intimität kreieren.
Natalie Shaw nannte das Album für die BBC wenig abwechslungsreich und konstruiert wirkend. Ein passiv-aggressiver Protagonist würde fade jemanden anwimmern, der nicht wirklich zuhöre. Die erhoffte Aktion und Bewegung würde nicht zustande kommen, stattdessen werde man in synthetisiertem Stillstand gebadet. Folk-Pop sei das Grundgerüst der Musik, bei dem gelegentlich Elektrobeats eingearbeitet würden, um die flüchtige manische Depression des Inhalts zu betonen. Joachim Gauger schrieb für Laut.de, Dido verbinde „ihre außergewöhnliche Stimme mit großem Songwriting und durchdachten Beats. Das Ergebnis sind gefühlvolle Balladen, gelegentlich unterlegt mit Trip Hop-Beats, die an Portishead erinnern.“ Für Christian Ward vom New Musical Express zeige das Album, dass Dido eine Musikerin für Menschen sei, die nur eine CD im Jahr kaufen. Das Album sei lächerlich banal.

## Kommerzieller Erfolg

### Chartplatzierungen
| ChartsChartplatzierungen       | Höchstplatzierung | Wochen |
| ------------------------------ | ----------------- | ------ |
| Deutschland (GfK)              | 2 (57 Wo.)        | 57     |
| Österreich (Ö3)                | 1 (39 Wo.)        | 39     |
| Schweiz (IFPI)                 | 2 (78 Wo.)        | 78     |
| Vereinigte Staaten (Billboard) | 4 (69 Wo.)        | 69     |
| Vereinigtes Königreich (OCC)   | 1 (147 Wo.)       | 147    |

| ChartsJahrescharts (2001)    | Platzierung |
| ---------------------------- | ----------- |
| Deutschland (GfK)            | 2           |
| Österreich (Ö3)              | 9           |
| Schweiz (IFPI)               | 4           |
| Vereinigtes Königreich (OCC) | 1           |

| ChartsJahrescharts (2002)    | Platzierung |
| ---------------------------- | ----------- |
| Vereinigtes Königreich (OCC) | 27          |

| ChartsJahrescharts (2003)    | Platzierung |
| ---------------------------- | ----------- |
| Vereinigtes Königreich (OCC) | 89          |

| ChartsJahrescharts (2004)    | Platzierung |
| ---------------------------- | ----------- |
| Vereinigtes Königreich (OCC) | 98          |

### Auszeichnungen für Musikverkäufe
| Land/Region                  | Auszeichnungen für Musikverkäufe (Land/Region, Auszeichnung, Verkäufe) | Verkäufe    |
| ---------------------------- | ---------------------------------------------------------------------- | ----------- |
| Argentinien (CAPIF)          | Platin                                                                 | 60.000      |
| Australien (ARIA)            | 6× Platin                                                              | 420.000     |
| Belgien (BRMA)               | 3× Platin                                                              | 150.000     |
| Brasilien (PMB)              | 2× Platin                                                              | 500.000     |
| Chile (IFPI)                 | Platin                                                                 | 20.000      |
| Dänemark (IFPI)              | Platin                                                                 | 50.000      |
| Deutschland (BVMI)           | 3× Gold                                                                | 450.000     |
| Europa (IFPI)                | 5× Platin                                                              | (5.000.000) |
| Finnland (IFPI)              | Platin                                                                 | 50.514      |
| Frankreich (SNEP)            | Diamant                                                                | 1.000.000   |
| Griechenland (IFPI)          | Gold                                                                   | 15.000      |
| Japan (RIAJ)                 | Gold                                                                   | 100.000     |
| Kanada (MC)                  | 4× Platin                                                              | 400.000     |
| Kroatien (HDU)               | Silber                                                                 | 3.000       |
| Mexiko (AMPROFON)            | Platin                                                                 | 150.000     |
| Neuseeland (RMNZ)            | 5× Platin                                                              | 75.000      |
| Niederlande (NVPI)           | Platin                                                                 | 80.000      |
| Norwegen (IFPI)              | Platin                                                                 | 50.000      |
| Österreich (IFPI)            | Platin                                                                 | 50.000      |
| Polen (ZPAV)                 | Platin                                                                 | 40.000      |
| Schweden (IFPI)              | Platin                                                                 | 80.000      |
| Schweiz (IFPI)               | 3× Platin                                                              | 150.000     |
| Spanien (Promusicae)         | Gold                                                                   | 50.000      |
| Südafrika (RISA)             | 3× Platin                                                              | 150.000     |
| Vereinigte Staaten (RIAA)    | 4× Platin                                                              | 4.000.000   |
| Vereinigtes Königreich (BPI) | 10× Platin                                                             | 3.090.000   |
| Insgesamt                    | 1× Silber · 4× Gold · 56× Platin · 1× Diamant ·                        | 11.193.514  |

Hauptartikel: Dido (Sängerin)/Auszeichnungen für Musikverkäufe